# Sługocin (województwo wielkopolskie)
Sługocin – wieś w Polsce położona w województwie wielkopolskim, w powiecie słupeckim, w gminie Lądek.
Wieś duchowna, własność opata cystersów w Lądzie pod koniec XVI wieku leżała w powiecie konińskim województwa kaliskiego. W latach 1975–1998 miejscowość położona była w województwie konińskim.
W pobliżu miejscowości znajduje się węzeł umożliwiający zjazd z autostrady A2 na drogę wojewódzką nr 467 w kierunku Goliny i Pyzdr.